# Charles Robert Maturin
Charles Robert Maturin (Dublin, 25 de setembro de 1782 – idem, 30 de outubro de 1824) foi um clérigo protestante, dramaturgo e romancista irlandês. Sua obra mais famosa é o romance gótico Melmoth the Wanderer, originalmente publicado em 1820.

## Biografia e obras
Maturin descendia de huguenotes que se refugiaram na Irlanda, um dos quais foi Gabriel Jacques Maturin, que tornou-se deão da Catedral de São Patrício em Dublin sucedendo Jonathan Swift em 1745. Charles Robert Maturin nasceu em Dublin e estudou no Trinity College. Pouco após ser ordenado cura de Loughrea, no Condado de Galway, em 1803, mudou-se de volta para Dublin como cura da Igreja de São Pedro. Viveu na York Street com seu pai William, um oficial do correio, e com sua mãe, Fedelia Watson, e casou-se em 7 de outubro de 1804 com a aclamada cantora Henrietta Kingsbury.
Suas primeiras três obras foram romances góticos publicados sob o pseudônimo Dennis Jasper Murphy, e foram fracassos de crítica e de vendas. Elas, porém, chamaram a atenção de Sir Walter Scott, que recomendou a obra de Maturin a Lord Byron. Com a ajuda deles, a peça de Maturin Bertram foi encenada em 1816 no Teatro Drury Lane por 22 noites, com Edmund Kean no papel principal. O sucesso financeiro, porém, escapou de Maturin, já que a temporada da peça coincidiu com o desemprego de seu pai e a falência de um outro parente, ambos assistidos pelo escritor em ascensão. Para piorar as coisas, Samuel Taylor Coleridge publicamente denunciou a peça como sendo tediosa e desprezível, e uma "melancólica prova da depravação da mente pública", indo inclusive a ponto de criticá-la de ateia.
Notícias destas e de outras críticas anteriores chegaram aos ouvidos da Igreja da Irlanda, e ao descobrirem a verdadeira identidade do autor de Bertram (Maturin havia abandonado seu pseudônimo para recolher os lucros da peça), subsequentemente barraram quaisquer tentativas de avanço na carreira clerical de Maturin. Obrigado a sustentar sua esposa e quatro filhos pela escrita (seu salário como cura era de £80-90 ao ano, comparadas às £1000 que ganhou com Bertram), trocou de dramaturgo para romancista após a recepção negativa de uma série de peças suas. Escreveu vários outros romances depois de Melmoth the Wanderer, incluindo alguns sobre temas irlandeses e The Albigenses, um romance histórico com lobisomens. Vários poemas também foram dubiamente atribuídos a Maturin, tendo sido aparentemente escritos por outros. O premiado "Lines on the Battle of Waterloo" foi publicado em 1816 sob o nome do universitário John Shee. "The Universe" apareceu com o nome de Maturin em seu frontispício em 1821, mas atualmente crê-se que foi escrito por James Wills.
Os efeitos exagerados das pregações de Maturin podem ser extraídos de duas séries de sermões que ele publicou. Seguindo a morte da Princesa Carlota de Gales, ele declarou: "A vida é cheia de morte; os passos dos vivos não podem comprimir o solo sem perturbar as cinzas dos mortos – caminhamos sobre nossos ancestrais – o globo não passa de um vasto cemitério". Um relato contemporâneo afirma que raramente via-se tal multidão na Igreja de São Pedro. "Apesar do mau tempo, pessoas de todo tipo seguiam à igreja para escutar, encantadas, a este príncipe dos pregadores. Seu obituário dizia que, 'se não tivesse deixado qualquer monumento para atestar-lhe a fama, apenas estes sermões seriam suficientes'".
Maturin morreu em Dublin em 30 de outubro de 1824. Um escritor da University Magazine mais tarde resumiu seu caráter como "excêntrico quase à insanidade e repleto de opostos – um insaciável leitor de romances; um elegante orador; um incessante dançarino; um gabola em modos e gestos".

## Reputação internacional
Em 1821 a bem-sucedida peça de Maturin foi adaptada para o francês como Bertram, ou le Pirate por Charles Nodier e Isidore Justin Séverin Taylor, e foi encenada por 53 noites no ano seguinte. Esta versão foi a fonte da ainda mais bem-sucedida ópera Il pirata, com o libreto de Felice Romani e música de Vincenzo Bellini, que estreou no La Scala em Milão em 1827. Victor Hugo admirava a peça, e Alexandre Dumas baseou seu Antony no herói dela em 1831. A peça também foi impressa e frequentemente encenada nos Estados Unidos.
O romance Melmoth the Wanderer foi traduzido para o francês em 1821 e foi muito influente para os escritores da França. Em 1835, Honoré de Balzac escreveu uma paródia, Melmoth Reconcilié, na qual o herói de Maturin viaja a Paris, onde encontra em seu mundo financeiro um ethos que "substituiu o princípio da honra pelo do dinheiro" e facilmente encontra alguém que aceita a danação em seu lugar. Na opinião de Balzac, "este romance baseia-se na mesma ideia do Fausto e que da qual desde então Byron retirou o Manfredo". Charles Baudelaire também foi um admirador do romance de Maturin, comparando-o às poesias de Byron e de Edgar Allan Poe.

## Conexões familiares
Uma irmã da esposa de Maturin casou-se com Charles Elgee, cuja filha, Jane Francesca, tornou-se mãe de Oscar Wilde. Portanto, Charles Maturin foi tio-avô de Oscar Wilde por parte de casamento. Wilde abandonou seu nome e adotou o do herói de Maturin, Melmoth, durante seu exílio na França.
O filho mais velho de Maturin, William Basil Kingsbury Maturin, o sucedeu no ministério, tal como vários de seus netos. Um deles, Basil W. Maturin, morreu no naufrágio do RMS Lusitania em 1915. O segundo filho foi Edward Maturin, que mudou-se para os Estados Unidos e tornou-se romancista e poeta lá.

## Obras conhecidas

### Romances
- The Fatal Revenge; or, the Family of Montorio (1807) Disponível online
- The Wild Irish Boy (1808) Disponível online
- The Milesian Chief (1812) Disponível online
- Women; or, Pour Et Contre; a Tale (1818) Disponível online: vol.1, vol.2, vol.3
- Melmoth the Wanderer (1820) Disponível online
- The Albigenses (1824) Disponível online
- Leixlip Castle (1825) Disponível online

### Peças
- Bertram; or The Castle of St. Aldobrand (1816) Disponível online
- Manuel (1817) Disponível online
- Fredolfo (1819) Disponível online
- Osmyn the Renegade (fragmentos publicados postumamente em 1830, mas em ensaio no Covent Garden em 1822)

### Sermões
- Sermons (1819) Disponível online
- Five Sermons on the Errors of the Roman Catholic Church (1824) Disponível online